# Mardié
Mardié és un municipi francès, situat al departament del Loiret i a la regió de Centre – Vall del Loira. L'any 2007 tenia 2.592 habitants.

## Demografia

### Població
El 2007 la població de fet de Mardié era de 2.592 persones. Hi havia 945 famílies, de les quals 162 eren unipersonals (58 homes vivint sols i 104 dones vivint soles), 321 parelles sense fills, 413 parelles amb fills i 49 famílies monoparentals amb fills.
La població ha evolucionat segons el següent gràfic:
Habitants censats

### Habitatges
El 2007 hi havia 1.040 habitatges, 954 eren l'habitatge principal de la família, 29 eren segones residències i 57 estaven desocupats. 981 eren cases i 54 eren apartaments. Dels 954 habitatges principals, 809 estaven ocupats pels seus propietaris, 132 estaven llogats i ocupats pels llogaters i 12 estaven cedits a títol gratuït; 2 tenien una cambra, 27 en tenien dues, 94 en tenien tres, 239 en tenien quatre i 592 en tenien cinc o més. 816 habitatges disposaven pel capbaix d'una plaça de pàrquing. A 325 habitatges hi havia un automòbil i a 585 n'hi havia dos o més.

### Piràmide de població
La piràmide de població per edats i sexe el 2009 era:
| Homes | Edats   | Dones |
| ----- | ------- | ----- |
| 0     | 95 o +  | 0     |
| 4     | 90 a 94 | 8     |
| 8     | 85 a 89 | 8     |
| 8     | 80 a 84 | 20    |
| 24    | 75 a 79 | 32    |
| 28    | 70 a 74 | 24    |
| 32    | 65 a 69 | 52    |
| 52    | 60 a 64 | 36    |
| 72    | 55 a 59 | 72    |
| 92    | 50 a 54 | 88    |
| 64    | 45 a 49 | 104   |
| 116   | 40 a 44 | 100   |
| 108   | 35 a 39 | 112   |
| 88    | 30 a 34 | 100   |
| 72    | 25 a 29 | 36    |
| 40    | 20 a 24 | 56    |
| 76    | 15 a 19 | 76    |
| 92    | 10 a 14 | 108   |
| 132   | 5 a 9   | 116   |
| 52    | 0 a 4   | 52    |

## Economia
El 2007 la població en edat de treballar era de 1.724 persones, 1.305 eren actives i 419 eren inactives. De les 1.305 persones actives 1.221 estaven ocupades (622 homes i 599 dones) i 84 estaven aturades (40 homes i 44 dones). De les 419 persones inactives 156 estaven jubilades, 168 estaven estudiant i 95 estaven classificades com a «altres inactius».

### Ingressos
El 2009 a Mardié hi havia 946 unitats fiscals que integraven 2.630 persones, la mediana anual d'ingressos fiscals per persona era de 21.571 €.

### Activitats econòmiques
Dels 107 establiments que hi havia el 2007, 1 era d'una empresa alimentària, 4 d'empreses de fabricació de material elèctric, 8 d'empreses de fabricació d'altres productes industrials, 27 d'empreses de construcció, 15 d'empreses de comerç i reparació d'automòbils, 6 d'empreses de transport, 4 d'empreses d'hostatgeria i restauració, 3 d'empreses d'informació i comunicació, 2 d'empreses financeres, 6 d'empreses immobiliàries, 11 d'empreses de serveis, 15 d'entitats de l'administració pública i 5 d'empreses classificades com a «altres activitats de serveis».
Dels 38 establiments de servei als particulars que hi havia el 2009, 1 era una oficina de correu, 2 tallers de reparació d'automòbils i de material agrícola, 6 paletes, 8 guixaires pintors, 4 fusteries, 4 lampisteries, 2 electricistes, 2 empreses de construcció, 3 perruqueries, 3 restaurants i 3 agències immobiliàries.
Dels 5 establiments comercials que hi havia el 2009, 2 eren botiges de menys de 120 m², 1 una botiga de menys de 120 m², 1 una fleca i 1 una llibreria.
L'any 2000 a Mardié hi havia 18 explotacions agrícoles que ocupaven un total de 330 hectàrees.

## Equipaments sanitaris i escolars
L'únic equipament sanitari que hi havia el 2009 era una farmàcia.
El 2009 hi havia 1 escola maternal i 1 escola elemental.

## Poblacions més properes
El següent diagrama mostra les poblacions més properes.